# 天冊
天冊（てんさく）は、三国時代、呉の末帝孫晧の治世に行われた6番目の元号。
275年 - 276年。

## 出来事
- 瑞兆により天冊と改元。
- 2年7月：天璽と改元。

## 西暦・干支との対照表
| 天冊 | 元年  | 2年   |
| 西暦 | 275年 | 276年 |
| 干支 | 乙未  | 丙申  |

## 他元号との対照表
| 天冊 | 元年   | 2年   |
| 西晋 | 咸寧元 | 咸寧2 |